# Alain Bouffard
Alain Bouffard (* 24. September 1939 in Nantes) ist ein ehemaliger französischer Steuermann im Rudern.
Der 1,65 m große Bouffard startete für den CA Nantes. Bei den Olympischen Spielen 1960 steuerte Bouffard den französischen Achter, der den vierten Platz hinter dem Deutschland-Achter, den Kanadiern und den Tschechoslowaken belegte. Bei den Europameisterschaften 1961 siegte der italienische Achter vor dem deutschen Boot, Bouffard gewann mit dem französischen Großboot die Bronzemedaille. 1962 fanden in Luzern die ersten Weltmeisterschaften statt. Der Vierer mit Steuermann in der Besetzung Jean Ledoux, Émile Clerc, André Sloth, Pierre Maddaloni und Alain Bouffard erhielt die Silbermedaille hinter dem deutschen Vierer. Bouffard steuerte neben dem Vierer auch den Achter und erhielt in dieser Bootsklasse die Bronzemedaille. Bouffard setzte seine Karriere bis zu den Olympischen Spielen 1964 fort, in Tokio belegte er den siebten Platz mit dem Achter.